# Африканизированная пчела
Африканизированная пчела, также африканизированная медоносная пчела (Аfricanised honey bees) (сокр. АМП) — вторично одичавший, высокоинвазивный искусственно выведенный гибрид африканской пчелы (Apis mellifera scutellata) с различными породами пчёл, распространёнными в Европе. Внетаксономическая группа медоносной пчелы (Apis mellifera).

## История возникновения
Была выведена в Бразилии в 1956 году в ходе эксперимента.
Бразильский энтомолог и генетик Уорик Керр по просьбе пчеловодов привёз африканских пчёл из Африки (Танзания). Из-за хорошей физической силы и плодовитости африканских пчёл Керром было принято решение создать путём скрещивания подвид, который смог бы лучше прижиться в жарком климате Бразилии. Эксперимент по их скрещиванию проходил в специальной лаборатории в Генетическом центре Университета Рио-Клара. Чтобы не происходило самопроизвольного роения, учёный установил в ульях специальные заслонки, сквозь ячейки которых могли пролезть только рабочие особи, а более крупным трутням и маткам выход был закрыт. Эксперимент довольно успешно продолжался около года, пока в один из дней не произошло непредвиденное. По непонятно каким причинам эти защитные заслонки были отодвинуты и все 26 «новоиспечённых» пчелиных семей вырвались на свободу.
Буквально через 5 лет, в начале 1960-х годов, начали поступать сведения о том, что участились случаи нападения пчёл на людей и домашний скот. Чем была вызвана такая агрессивность, никто не понимал. Позже стало понятно, что это всё проделки потомков тех самых улетевших «видоизменённых» африканских пчёл. За это время они успели скреститься с местными видами пчёл и распространиться на обширные территории. На этом фоне сложился миф о бразильских пчёлах — убийцах, которым позже дали более нейтральное название — африканизированные медоносные пчёлы (Аfricanised honey bees) — АМП.

## Распространение

Распространение Apis mellifera adansonii по территории США с 1990 по 2003

За прошедшее время эти насекомые распространились по всей Южной Америке, и сейчас они постепенно «наступают» на северные государства, Мексику и Соединённые Штаты Америки.
Как рассказывает Джошуа Кон (Joshua Kohn) из университета Калифорнии в Сан-Диего (США), первые колонии «пчёл-убийц» появились на территории Мексики в 1985 году и примерно через пять лет они уже достигли границ Техаса и ряда других южных штатов. С этого момента экологи ведут наблюдения за этими опасными насекомыми, пытаясь понять, где остановится их экспансия на север.
Осенью 1990 года их гнездо впервые нашли в США, в районе города Идальго в Техасе (теперь там стоит памятник «пчеле-убийце»). В апреле 1991 года было обнаружено второе гнездо, а к августу их число выросло до 140. Паника, поднятая в прессе, была несоразмерна угрозе. За несколько десятилетий от укусов «пчёл-убийц» погибла лишь тысяча человек — заметно меньше, чем в результате нападений неагрессивных, но куда более распространённых медоносных пчёл, ос и шершней.
По текущим представлениям учёных, данные насекомые способны захватывать по 300—500 километров территории каждый год. Учитывая, что они продвинулись всего на 250 километров за 9 лет, есть надежда, что их экспансия остановится в ближайшие годы. Причиной этого, по мнению исследователей, является то, что эти пчёлы, как и их африканские прародители, крайне плохо переносят низкие температуры. Однако в будущем, по мере усиления глобального потепления, границы их ареала могут заметно расшириться, заключают учёные.
В 1994 году агрессивные африканизированные пчёлы впервые появились на Карибских островах, в Пуэрто-Рико, где вытеснили местные европейские подвиды. Но с 1994 по 2006 год африканизированные пчёлы в Пуэрто-Рико стали почти такими же миролюбивыми, как европейские пчёлы (тогда как в других местах африканизированный гибрид сохранил свой злобный характер).

## Опасность для человека и животных
Яд АМП по своей токсичности и гистаминным свойствам в целом эквивалентен яду европейской медоносной пчелы и сам по себе в малых дозах для человека опасности не представляет, но поскольку территориальное поведение АМП более ярко выражено, кроме того АМП проявляют гораздо более сплочённое, агрессивное и целеустремлённое поведение, чем европейская медоносная пчела, а спровоцировать их на нападение проще, поэтому случаи нападения на человека носят характер не единичного укуса одинокой пчелы, а атаки целого роя. Рой АМП может преследовать цель до пятисот метров от места встречи.

## Особенности

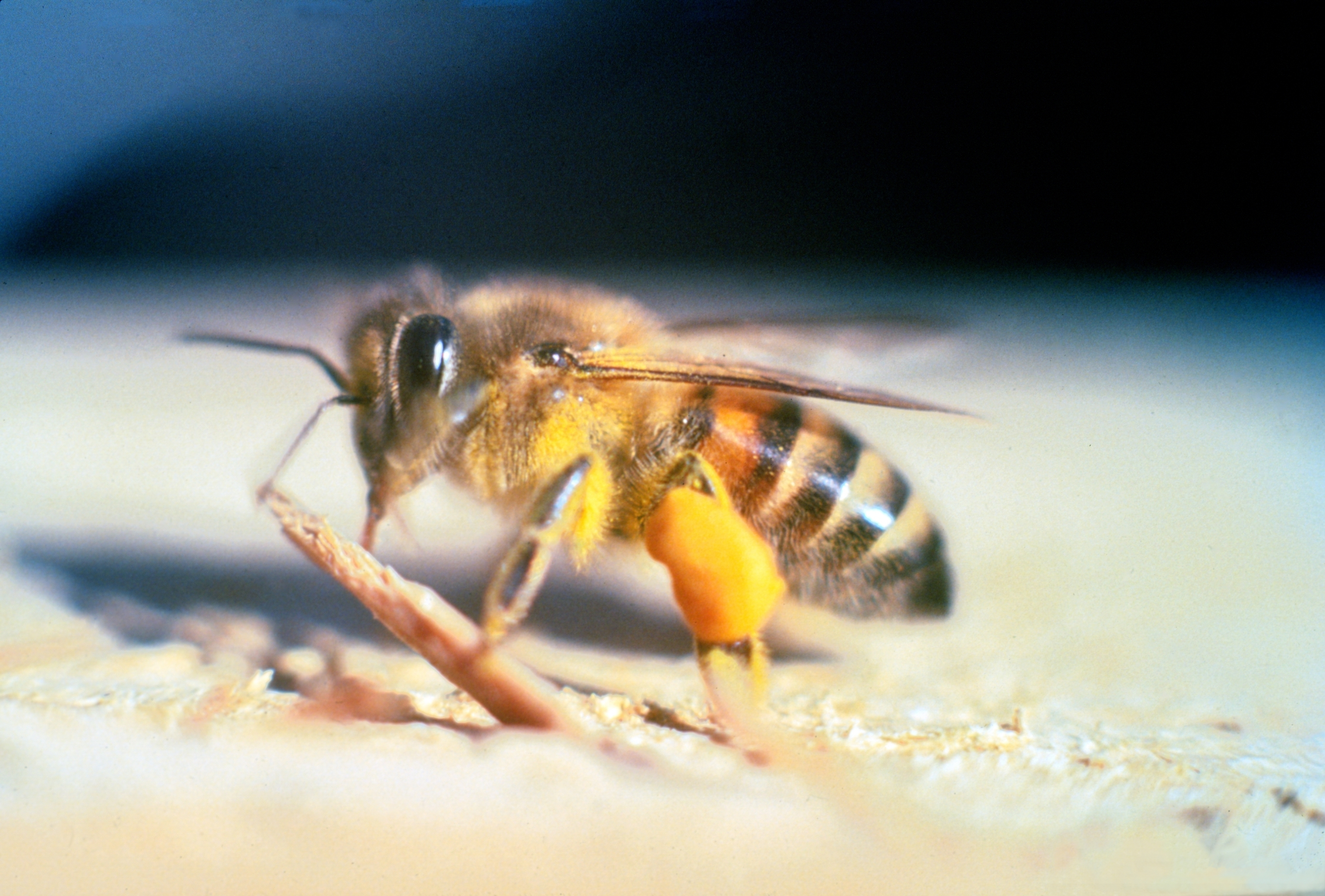
Африканизированная пчела, вид сбоку

Отличается размерами и необычайной агрессивностью. Унаследованная от африканской пчелы физическая сила дала африканизированным пчёлам высокую жизнеспособность, устойчивость к различным погодным условиям, способность производить вдвое больше мёда, чем обычные пчёлы. Инкубационный период у африканизированных пчёл на один день короче, чем у обычной пчелы, что даёт им конкурентное преимущество в размножении.
По статистике, с 1969 года в Бразилии от укусов африканских пчёл погибло больше двух сотен человек, а несколько тысяч серьёзно пострадали. Погибшие домашние животные исчисляются тысячами. Именно по этим причинам известны также под названием «пчёлы-убийцы».
Нападают на любое животное, которое появилось в радиусе 5 метров от улья. Преследуют своих жертв на протяжении полукилометра, а иногда и более.
В исчезновении голубых ар в дикой природе, пчёлы также сыграли свою роль, убивая особей данного вида попугаев и занимая места, где селятся птицы.
C 2005 года наметился упадок пчелиных колоний по всему миру из-за болезней и паразитов. Африканизированная форма устойчива ко многим из них, включая клеща Varroa destructor, который паразитирует на личинках всех каст медоносных пчел, из-за чего эти насекомые вырастают с пороками развития или гибнут.

## Сельскохозяйственное значение африканизированных медоносных пчел (АМП)
В начале 1970-х годов была начата систематическая работа по изучению биологии и особенностей АМП в Университете Сан-Паулу, который со временем обрел репутацию исследовательского центра с наиболее высокой концентрации мировой пчеловодной науки. Параллельно накапливался практический опыт работы и «мирного сосуществования» с новыми пчелами. Были ужесточены требования к размещению пасек АМП вблизи жилья, изобретены специальные ловушки для отлова диких пчел и слетевших роев. Изменился пчеловодный инвентарь — увеличена в несколько раз емкость дымарей, налажен выпуск вощины с уменьшенным размером ячеек, уплотнена ткань пчеловодных костюмов, была отработана техника безопасности для населения на случай коллизий с АМП и т. д. Уничтожение наиболее агрессивных пчелиных семей на пасеках было признано более эффективным способом «европеизации» АМП.
Со временем отношение к АМП стало изменяться. С появлением в Бразилии клеща Varroa destructor в 1978 году выяснилось, что АМП обладает устойчивостью к этому паразиту. Это исключило необходимость в применении акарицидных препаратов для контроля клеща. Устойчивость АМП к гнильцовым заболеваниям ограничила масштабы применения антибиотиков. Выяснилось также, что гибридные пчелы в условиях Бразилии обладали более высокой медопродуктивностью, чем их европейские «сестры». К середине 1980-х годов бразильское пчеловодство полностью переключилось на АМП. Промышленность страны стала в полном объеме обеспечивать потребности национального пчеловодства в инвентаре и оборудовании. За период 1995—2011 годов пчеловодству было предоставлено кредитов на $54 млн.
В «нулевые» годы бразильское пчеловодство обрело четко выраженную экспортную направленность. Экспорт меда с 2001 года по 2009 год вырос с 2,4 тысяч тонн до 25 тысяч тонн. В итоге Бразилия заняла четвертое место в мире по экспорту этого продукта после Китая, Аргентины и Мексики. Этому способствовали как очевидные достижения бразильского пчеловодства и высокое качество бразильского меда, так и благоприятная конъюнктура мирового рынка меда.